# 滇西琉璃草
滇西琉璃草（学名：Cynoglossum amabile var. pauciglochidiatum）为紫草科倒提壶属倒提壶的变种。分布在中国大陆的四川、云南等地，生长于海拔2,600米至3,600米的地区，见于山坡草地、河岸路边及丛林下，目前尚未由人工引种栽培。